# ジャン＝ジャック・デサリーヌ
ジャン＝ジャック・デサリーヌ （Jean-Jacques Dessalines，1758年9月20日 - 1806年10月17日）は、ハイチ独立運動の指導者、独立後最初の統治者。1804年には自らジャック1世として皇帝の座に就いた。今日もハイチ建国の父として敬愛されている。
ハイチ革命において、フランス植民地だったサン＝ドマングで、トゥーサン・ルーヴェルチュールの部下として活躍した。1802年に彼が拘束されると反乱軍の新たな指導者として再蜂起し、1803年11月18日にヴェルティエールの戦いでナポレオンの派遣したジャン＝バティスト・ド・ロシャンボーの子ドナチアン＝マリ＝ジョゼフ・ド・ロシャンボー率いるフランス軍を破り、サン＝ドマング領内から駆逐した。1804年に独立宣言し、国名を「サン＝ドマング」から先住民であるタイノ人がつけた名であった「ハイチ」に変更した。ムラートと黒人の将校による議会から総督に選ばれ、さらにナポレオンに倣って皇帝として即位した。権力を掌握すると報復として白人を大量に殺した。しかし、皇帝になったものの、北部のアンリ・クリストフと南部のアレクサンドル・ペションらの勢力に圧迫され、1806年に暗殺された。

## 生い立ち
ジャン＝ジャックはサン＝ドマングの北県のグランド＝リヴィエル＝ドュ＝ノールの町の近くのコルミエの村のプランテーションで奴隷として生まれた。両親については伝わっておらず、おばのヴィクトリア・モントゥにトヤと呼ばれ、可愛がられていた。彼女は1805年に亡くなるまで甥と親しくしていた。
ジャン＝ジャックは30ぐらいまで農場主のフランス人アンリ・デュクロに仕えた。その頃までは便利なように主人の姓でジャック・デュクロと呼ばれていた。そしてデサリーヌという名の自由黒人に買われ、姓を貰った。主人のデサリーヌは彼によくした。後に1804年に終身総督に就くと宣言した際に彼は元主人のデサリーヌを自宅に招き雇った。ジャン＝ジャックは1791年までの3年ほど主人のデサリーヌに仕えた。

## 革命
1791年にジャン＝ジャック・デサリーヌはジャン・フランソワとジョルジュ・ビアソーの率いる奴隷の反乱に加わった。この反乱はハイチ革命へと続く最初のものであった。デサリーヌはフランソワの部隊の大尉となり、フランソワがスペイン軍に従軍したときもこれに従った。この間に（後にトゥーサン・ルーヴェルチュールとして知られる）軍事司令官トゥーサン・ブレダと知り合った。
1794年にフランスの国民公会が奴隷廃止を宣言するとルーヴェルチュールは転向してフランスのためにスペインやイギリスと戦うようになった。デサリーヌはルーヴェルチュールに従って1799年には彼の軍の准将に昇格した。デサリーヌはジャクメル、プチゴワーヴ、アンサヴォーの占領など多くの戦闘を指揮し勝利した。1801年には北県で起きたルーヴェルチュールの甥のモイズ将軍による反乱を直ちに鎮めた。デサリーヌは「捕虜を捕らない」方針により評判が良かった（ルーヴェルチュールは処刑を嫌ったため逃した相手に蜂起された）、そして家々や都市を焼き払った。
ルヴェルチュールは支配下に置いたサン＝ドマングの施政権をフランスに返さず、憲法を起草してサン＝ドマングの自治を定め自らを終身総督に就けた。
反動化したフランスはシャルル・ルクレール率いる軍を派遣し再支配を目指した。デサリーヌは侵攻したフランス軍をクレ＝タ＝ピエロの戦いのなどで破り退けた。その戦闘中の1802年の4月にはデサリーヌと指揮下の1,300人は18,000人の攻撃陣を相手に小さな砦を守っていた。戦闘開始時にデサリーヌは弾薬庫に松明を翳しフランス軍が突破してきたら爆破すると脅した。守備隊は攻撃陣に多くの犠牲を出させたが、包囲開始から20日経ち守備隊の食料や軍用品がなくなったため、デサリーヌらは部隊のほとんどを維持したまま包囲線を突破しカオス山脈へと退却した。
ルクレール率いるフランス軍はアレクサンドル・ペションやアンドレ・リゴーらの率いるムラート部隊と共同していた。ペションやリゴーらはムラートの権利を主張してルーヴェルチュールに反対していたが3年前に彼の軍に破れていた。
デサリーヌはクレタピエロの戦いの後一時的にルヴェルチュールから離反し、ルクレール、ペション、リゴーらの側についた。6月7日にルヴェルチュールが捕らえられるとデサリーヌが革命の指導者となった。1802年10月デサリーヌとペションはフランスが奴隷制の再建を図っていたことが明らかになったために再び転向した。ルクレールの後任のロシャンボーの残忍な戦略もフランスに対する反乱軍の統一を助けた。デサリーヌらは黄熱病で苦しむフランス軍をヴェルティエールの戦いなどで撃ち破った。1803年11月18日デサリーヌとペションの率いる黒人及びムラートの部隊は北部のカプ＝フランセ近くのヴェルティエールの砦に籠るロシャンボー率いるフランス軍を攻撃した。ロシャンボーとその部隊は翌日降伏した。12月4日にはナポレオンのフランス植民地軍の残存兵のすべてがデサリーヌの軍に降伏し、世界で唯一の成功した黒人反乱が公式に終結した。

## 皇帝
1803年の11月30日からサン＝ドマング総督の座に就いていたデサリーヌは、1804年1月1日ゴナイーヴで公式に植民地の独立を宣言し、国名をハイチに改め、終身総督となった。1804年9月22日デサリーヌはハイチ帝国皇帝となり、10月6日にカパイシャンでジャック1世として戴冠式を行った。1805年5月20日帝国憲法が公布され、ジャック1世を後継者指名権付きの終身皇帝に指名した。
ジャック1世は奴隷制なしで砂糖のプランテーション及び工場を維持するために大変な努力をした。
彼は奴隷として生まれ、フランス人に怨みを抱いていた。彼は権力を握ると、数世紀に渡る蛮行への報復と、黒人の国であるハイチが再び奴隷制に戻ることへの脅威から、全てのフランス人の処刑を求めた。皇帝はハイチを黒人国家であると宣言し、白人が資産や土地を所有することを禁じた。この法律はハイチの誇りの象徴である。
ジャック1世は歴史家に caporalisme agraire （農業軍事主義）と記されたようにプランテーション労働を厳しく推し進めた。彼は全ての黒人に兵士として国を守るか農園や畑で働くかどちらかを求めた。
皇帝はまた貿易の規制を信じた。砂糖とコーヒーの輸出に依存したハイチにとってそれは不可欠であった。彼はフランスよりもイギリスや米国との貿易を望んでいた。
統治にあたって、ジャック1世は読み書きができて教育のある人材を将校や経営に求めた。そのような配置を行うと明るい肌のエリート（ムラート）がそのような地位を独占した。

## 崩御と記念物

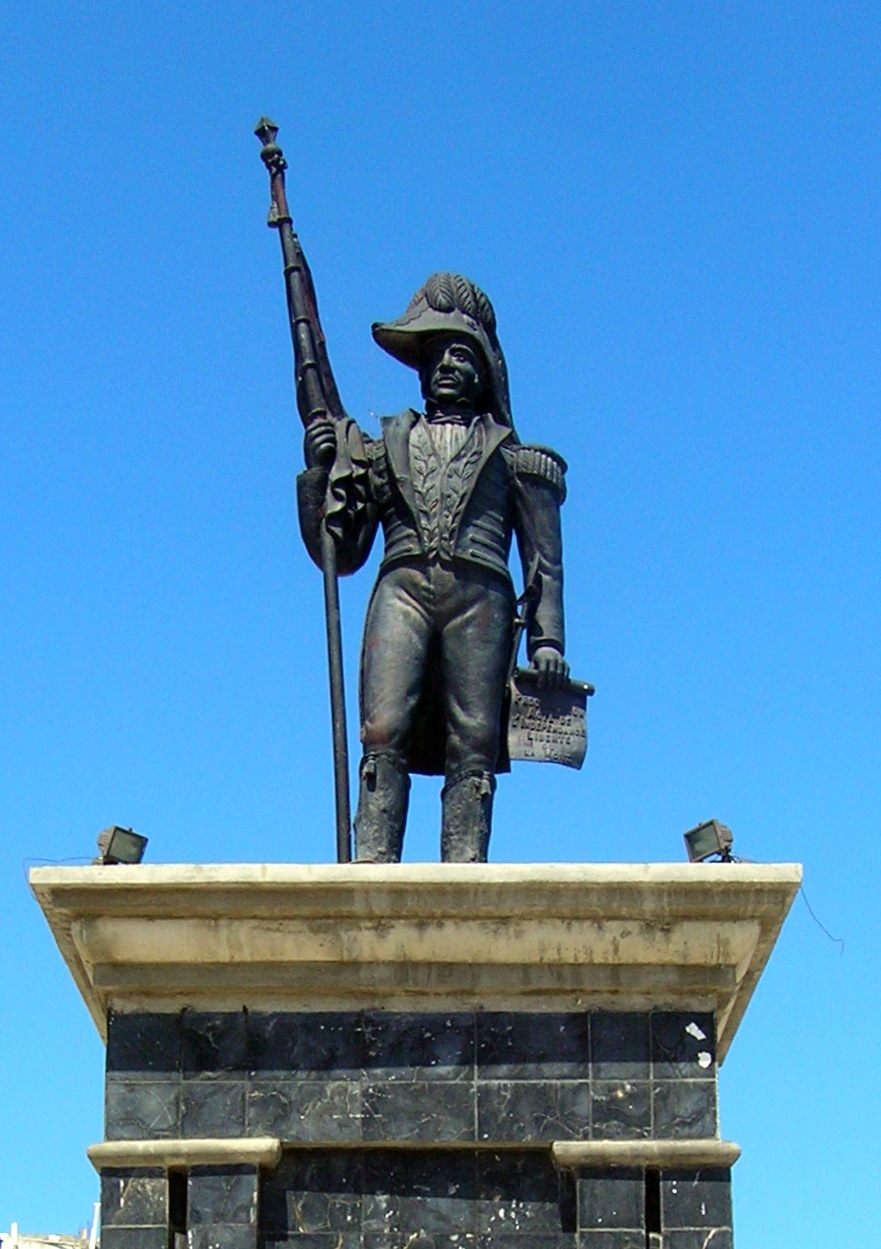
銅像（カパイシャン）

ペションやクリストフを含むジャック1世の政権に不満を持つ者たちが皇帝を倒すために陰謀を始めた。1806年10月17日ジャック1世は反乱鎮圧に向かう途上の首都ポルトープランスの北のポン＝ラルナージュ（現在はポン＝ルージュとして知られる）で暗殺された。複数の歴史家はジャック1世は実際にはランテルマン通りのペションの家で国の権力と将来について協議した後に殺されたと主張している。ポルトープランスの北の玄関口には皇帝が殺された場所の記念碑が作られた。
複雑な出自のデフィレという女性が皇帝の刻まれた遺体を葬った。数世代のハイチ人にとって悪口の対象であったジャック1世は20世紀になって再評価され、名門の経歴およびナショナリズムの象徴として扱われるようになった。
ハイチの国歌「デサリーヌの歌」はデサリーヌ市同様ジャック1世を記念している。また、2004年より250グールド紙幣に肖像が使用されている。